# Dick Schoenaker
Dirk "Dick" Hendricus Schoenaker (Ede, 30 de novembro de 1952) é um ex-futebolista neerlandês, que atuava como meia.

## Carreira
Dick Schoenaker fez parte do elenco da Seleção Neerlandesa de Futebol que disputou a Copa do Mundo de 1978.

## Títulos
- Países Baixos
  - Vice-Copa do Mundo de 1978

## Ligações Externas
- Perfil em FIFA.com (em inglês)